# Jabłonka (województwo kujawsko-pomorskie)
Jabłonka – wieś borowiacka w Polsce, położona w województwie kujawsko-pomorskim, w powiecie tucholskim, w gminie Śliwice, na obszarze Borów Tucholskich.
| SIMC    | Nazwa       | Rodzaj    |
| ------- | ----------- | --------- |
| 0996880 | Gęsia Górka | część wsi |

W latach 1975–1998 miejscowość administracyjnie należała do województwa bydgoskiego.